# Липницька Світлана Іванівна
Світлана Іванівна Липни́цька (нар. 28 квітня 1944, Новосибірськ) — російська і українська акторка.

## Біографія
Народилася 28 квітня 1944 року у місті Новосибірську (нині Росія). 1965 року закінчила Новосибірське театральне училище за фахом «актор драматичного театру».
Після здобуття мистецької освіти служила у Новосибірському драматичному театрі «Червоний факел»; у 1969—1970 роках — у Томському драматичному театрі імені Валерія Чкалова; у 1970—1971 роках — у Донецькому російському драматичному театрі у Жданові; у 1971—1973 роках — Кемеровському драматичному театрі імені Анатолія Луначарського; у 1973—1975 роках — в Астраханському драматичному театрі імені Сергія Кірова; у 1975—2014 роках — знову у Донецькому російському драматичному театрі.

## Ролі
ролі у кіно
- в епізоді — «Серце» (1968);
- сестра засудженого робітника, вахтер — «Одного разу в Ростові» (2012);
- жінка в інвалідному візку — «Особливий випадок» (2015).

театральні ролі
- Секлета («За двома зайцями» Михайла Старицького);
- Фекла Іванівна («Одруження» Миколи Гоголя);
- Красавіна («Одруження Бальзамінова» Олександра Островського);
- Шарлотта («Вишневий сад» Антона Чехова);
- Москальова («Прощальна гастроль князя К.» за Федором Достоєвським);
- Ганна («Васса Желєзнова» Максима Горького);
- Єлизавета («Ваша сестра і полонянка» Людмили Разумовської);
- Ханума («Витівки Хануми» Овксентія Цагарелі);
- Жозефіна («Наполеон і корсиканка» Іржі Губача);
- Елеонора («Танго» Славомира Мрожека);
- Реґана («Король Лір» Вільяма Шекспіра);
- Єлизавета Валуа («Дон Карлос» Фрідріха Шиллера);
- Медея, Патриція («Медея», «Оркестр» Жана Ануя);
- Огюстина («Вісім люблячих жінок» Робера Тома);
- Хетті («Дама без камелій» Теренса Реттіґена);
- Гедда Ґаблер («Гедда Ґаблер» Генріка Ібсена).

## Відзнаки
- Диплом за виконання ролі Секлети у спектаклі «За двома зайцями» Михайла Старицького на Другому регіональному фестивалі «Театральний Донбас-1993»[1];
- Диплом «За яскраве сценічне втілення образу» (роль Марії Олександрівни Москальової у виставі «Прощальна гастроль князя К» за Федором Достоєвським) на VIII міжрегіональному фестивалі «Театральний Донбас-2006»[1];
- Заслужена артистка України з 17 вересня 2009 року[2].